# Viêm xoang trán
Viêm xoang trán là hiện tượng dịch nhầy tiết quá mức khiến cho 2 khoang nhỏ ở trên ổ mắt bị lấp kín và tắc nghẽn. Bệnh làm gia tăng áp lực lên vùng má, trán, thái dương,... từ đó gây nên các cơn đau đầu kinh niên khiến người bệnh cảm thấy khó chịu, suy giảm chất lượng sống. Trong các loại viêm xoang, thì bệnh viêm xoang trán dễ gây ảnh hưởng đến hộp sọ nhất. Bệnh nhân có thể gặp các biến chứng nguy hiểm như viêm màng não, viêm não, đông máu tĩnh mạch xoang.

## Nguyên nhân
Viêm xoang trán là căn bệnh thường gặp nhất trong các bệnh viêm xoang. Bệnh thường xuất hiện khi thời tiết trở lạnh và hanh khô. Các nguyên nhân gây nên chứng viêm xoang trán thường là:
- Dị ứng thời tiết, dị vật
- Nhiễm virus
- Nhiễm trùng đường hô hấp
- Vách ngăn mũi bị lệch
- Xoang trán có u bướu

Thông thường, viêm xoang trán có 2 giai đoạn là cấp tính và mạn tính. Đối với tình trạng viêm xoang trán cấp tính thì các triệu chứng thường diễn ra dưới 4 tuần. Khi kéo dài hơn 12 tuần thì bệnh đã chuyển sang giai đoạn mạn tính. Xoang trán là vùng xoang có vị trí cao nhất trong các xoang trên khuôn mặt. Xoang này nằm ngay trên ổ mắt và ngăn cách với hộp sọ bằng một vách xương.

## Biểu hiện
Khi bị viêm xoang trán, người bệnh thường gặp triệu chứng điển hình là đau nhức 2 hốc mắt, dọc hai cung mày và hai bên thái dương. Cơn đau tăng dần theo thời gian trong ngày và đạt đỉnh điểm vào buổi trưa.
Ngoài ra, người bệnh còn có các dấu hiệu điển hình khác bao gồm:
- Đau và có áp lực ở má
- Nhức hốc mắt khi cúi người hoặc nằm xuống
- Nặng mặt
- Chảy nước mũi
- Nghẹt mũi
- Ho, viêm đau hầu họng
- Suy giảm khứu giác
- Sốt trên 38 độ
- Hơi thở có mùi khó ngửi
- Mệt mỏi, đau nhức toàn thân

Bên cạnh đó, có nhiều người thường nhầm lẫn chứng đau đầu do viêm xoang trán với chứng đau nửa đầu. Cách phân biệt đơn giản nhất là ở người đau nửa đầu thường đặc biệt nhạy cảm với tiếng ồn, ánh sáng mạnh và hay buồn nôn, còn ở người bị viêm xoang trán thì không.

## Điều trị
Phương pháp điều trị phổ biến thường làm giảm các triệu chứng viêm xoang trán và tình trạng viêm nhiễm, bao gồm:
- Thuốc kháng sinh
- Thuốc kháng histamin
- Thuốc thông mũi dạng xịt, hít
- Thuốc corticosteroid
- Phẫu thuật xoang để loại bỏ u bướu, polyp xoang

Bệnh nhân cũng có thể hỗ trợ quá trình điều trị bằng các thủ thuật đơn giản tại nhà như dùng chai xịt nước muối để rửa xoang mũi.

## Phòng ngừa
Nên thay đổi lối sống và chế độ sinh hoạt để giúp tăng cường miễn dịch và giảm được phiền toái của bệnh viêm xoang trán:
- Luyện tập thể dục: Tham gia các môn thể dục nhịp điệu, bơi lội, đi bộ, đạp xe giúp làm giảm căng thẳng và ngăn ngừa cơn đau đầu.
- Sinh hoạt lành mạnh: Bệnh nhân nên uống nhiều nước, ngủ sớm và đủ giấc, bỏ thuốc lá, tránh ăn thực phẩm có mùi để không kích thích đau đầu, hạn chế uống rượu bia, cà phê.
- Giảm nồng độ estrogen: Ở cả nam và nữ, hormone estrogen quá cao có thể làm cơn đau đầu do viêm xoang trán tồi tệ hơn. Bạn có thể dùng một số loại thuốc để suy giảm tạm thời mức estrogen.